# Open di Francia 2017
L'Open di Francia 2017 (conosciuto anche come Roland Garros) è stato un torneo di tennis giocato sulla terra rossa. È stata la 116ª edizione dell'Open di Francia, e la seconda prova del Grande Slam dell'anno. Si è giocato allo Stade Roland Garros di Parigi, in Francia, dal 28 maggio all'11 giugno 2017. I detentori del titolo del singolare maschile e femminile erano rispettivamente il serbo Novak Đoković e la spagnola Garbiñe Muguruza. Đoković è stato eliminato ai quarti di finale da Dominic Thiem, mentre Muguruza è stata eliminata al quarto turno da Kristina Mladenovic.

## Torneo

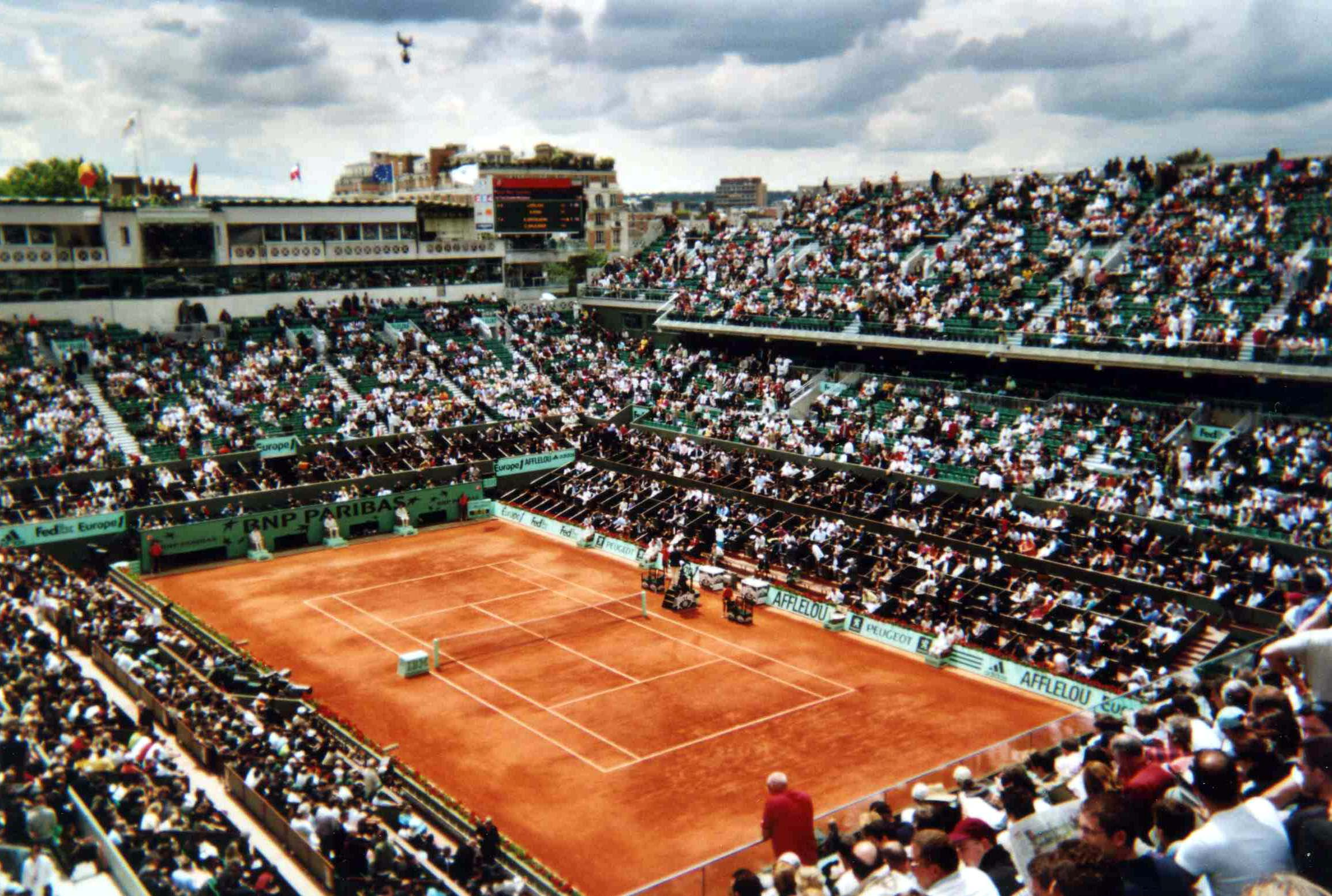
Il Philippe Chatrier dove si giocano le finali dell'Open di Francia

L'evento è stato organizzato dalla International Tennis Federation (ITF), e ha fatto parte dell'ATP World Tour 2017 e del WTA Tour 2017 sotto la categoria Grande Slam. Il torneo ha compreso il singolare (maschile, femminile), il doppio (maschile, femminile) e il doppio misto. Sono stati disputati i tornei di singolare e doppio per ragazze e ragazzi (giocatori under 18), e i tornei di singolare e doppio in carrozzina.
Il torneo si è giocato su ventidue campi in terra rossa, inclusi i tre campi principali: Court Philippe Chatrier, Court Suzanne Lenglen e Court 1.

## Teste di serie nel singolare
| Legenda colori              |
| Vincitore                   |
| Finalista                   |
| Semifinalista               |
| Quarti di finale            |
| Eliminati al 1T, 2T, 3T, 4T |

### Singolare maschile
Le teste di serie maschili sono state assegnate seguendo la classifica l'ATP al 22 Maggio 2017.
Nella tabella sottostante ranking e punteggio precedente al 29 Maggio 2017.
Siccome il torneo si svolge una settimana dopo rispetto all'edizione 2016, nei punti da difendere sono inclusi i risultati dell'Open di Francia 2016 e dei tornei disputati nella settimana del 6 Giugno 2016 (Mercedes Cup 2016 e Ricoh Open 2016)
| Tds | Rank | Giocatore             | Punteggio precedente | Punti da difendere | Punti conquistati | Nuovo punteggio | Situazione                                   |
| --- | ---- | --------------------- | -------------------- | ------------------ | ----------------- | --------------- | -------------------------------------------- |
| 1   | 1    | Andy Murray           | 10.370               | 1.200              | 720               | 9.890           | Eliminato in SF da Stan Wawrinka [3]         |
| 2   | 2    | Novak Đoković         | 7.445                | 2.000              | 360               | 5.805           | Eliminato ai QF da Dominic Thiem [6]         |
| 3   | 3    | Stan Wawrinka         | 5.695                | 720                | 1.200             | 6.175           | Sconfitto in finale da Rafael Nadal [4]      |
| 4   | 4    | Rafael Nadal          | 5.375                | 90                 | 2.000             | 7.285           | Vittoria in finale contro Stan Wawrinka [3]  |
| 5   | 6    | Milos Raonic          | 4.450                | 180                | 180               | 4.450           | Eliminato al 4T da Pablo Carreño Busta [20]  |
| 6   | 7    | Dominic Thiem         | 4.145                | 720+250            | 720+90            | 3.985           | Eliminato in SF da Rafael Nadal [4]          |
| 7   | 8    | Marin Čilić           | 3.765                | 10                 | 360               | 4.115           | Eliminato ai QF da Stan Wawrinka [3]         |
| 8   | 9    | Kei Nishikori         | 3.650                | 180                | 360               | 3.830           | Eliminato ai QF da Andy Murray [1]           |
| 9   | 10   | Alexander Zverev      | 3.150                | 90                 | 10                | 3.070           | Eliminato al 1T da Fernando Verdasco         |
| 10  | 12   | David Goffin          | 3.055                | 360                | 90                | 2.785           | Ritirato al 3T contro Horacio Zeballos       |
| 11  | 13   | Grigor Dimitrov       | 2.900                | 10                 | 90                | 2.980           | Eliminato al 3T da Pablo Carreño Busta [20]  |
| 12  | 11   | Jo-Wilfried Tsonga    | 3.120                | 90                 | 10                | 3.040           | Eliminato al 1T da Renzo Olivo               |
| 13  | 14   | Tomáš Berdych         | 2.885                | 360                | 45                | 2.570           | Eliminato al 2T da Karen Chačanov            |
| 14  | 15   | Jack Sock             | 2.415                | 90                 | 10                | 2.335           | Eliminato al 1T da Jiří Veselý               |
| 15  | 16   | Gaël Monfils          | 2.365                | 0                  | 180               | 2.545           | Eliminato al 4T da Stan Wawrinka [3]         |
| 16  | 17   | Lucas Pouille         | 2.320                | 45                 | 90                | 2.365           | Eliminato al 3T da Albert Ramos Viñolas [19] |
| 17  | 18   | Roberto Bautista Agut | 2.155                | 180                | 180               | 2.155           | Eliminato al 4T da Rafael Nadal [4]          |
| 18  | 19   | Nick Kyrgios          | 2.155                | 90                 | 45                | 2.110           | Eliminato al 2T da Kevin Anderson            |
| 19  | 20   | Albert Ramos Viñolas  | 2.065                | 360                | 180               | 1.885           | Eliminato al 4T da Novak Đoković [2]         |
| 20  | 21   | Pablo Carreño Busta   | 2.045                | 45                 | 360               | 2.360           | Ritirato ai QF contro Rafael Nadal [4]       |
| 21  | 22   | John Isner            | 2.020                | 180                | 90                | 1.930           | Eliminato al 3T da Karen Chačanov            |
| 22  | 23   | Pablo Cuevas          | 1.865                | 90                 | 90                | 1.865           | Eliminato al 3T da Fernando Verdasco         |
| 23  | 24   | Ivo Karlović          | 1.820                | 90+90              | 45+45             | 1.730           | Eliminato al 2T da Horacio Zeballos          |
| 24  | 25   | Richard Gasquet       | 1.605                | 360                | 90                | 1.335           | Ritirato al 3T contro Gaël Monfils [15]      |
| 25  | 26   | Steve Johnson         | 1.565                | 10                 | 90                | 1.645           | Eliminato al 3T da Dominic Thiem [6]         |
| 26  | 27   | Gilles Müller         | 1.530                | 10+150             | 10+45             | 1.425           | Eliminato al 1T da Guillermo García López    |
| 27  | 28   | Sam Querrey           | 1.495                | 10+90              | 10+20             | 1.425           | Eliminato al 1T da Chung Hyeon               |
| 28  | 29   | Fabio Fognini         | 1.350                | 10                 | 90                | 1.430           | Eliminato al 3T da Stan Wawrinka [3]         |
| 29  | 30   | Juan Martín del Potro | 1.325                | 0+90               | 90+0              | 1.325           | Eliminato al 3T da Andy Murray [1]           |
| 30  | 33   | David Ferrer          | 1.185                | 180+45             | 45+0              | 1.005           | Eliminato al 2T da Feliciano López           |
| 31  | 32   | Gilles Simon          | 1.200                | 90+45              | 10+20             | 1.095           | Eliminato al 1T da Nikoloz Basilašvili       |
| 32  | 31   | Miša Zverev           | 1.311                | (20)               | 10                | 1.301           | Eliminato al 1T da Stefano Napolitano [Q]    |

#### Teste di serie ritirate
| Rank | Giocatore     | Punteggio precedente | Punti da difendere | Punti conquistati | Nuovo punteggio | Motivo ritiro       |
| ---- | ------------- | -------------------- | ------------------ | ----------------- | --------------- | ------------------- |
| 5    | Roger Federer | 5.035                | 0+90               | 0                 | 4.945           | Cambio di programma |

### Singolare femminile
Le teste di serie femminili sono state assegnate seguendo la classifica WTA al 22 maggio 2017.
Nella tabella sottostante ranking e punteggio precedente al 29 maggio 2017.
Siccome il torneo si svolge una settimana dopo rispetto all'edizione 2016, nei punti da difendere sono inclusi i risultati dell'Open di Francia 2016 e dei tornei disputati nella settimana del 6 giugno 2016 (Aegon Open Nottingham 2016 e Ricoh Open 2016)
| Tds | Rank | Giocatrice               | Punteggio precedente | Punti da difendere | Punti conquistati | Nuovo punteggio | Situazione                                   |
| --- | ---- | ------------------------ | -------------------- | ------------------ | ----------------- | --------------- | -------------------------------------------- |
| 1   | 1    | Angelique Kerber         | 7.035                | 10                 | 10                | 7.035           | Eliminata al 1T da Ekaterina Makarova        |
| 2   | 3    | Karolína Plíšková        | 6.100                | 10+280             | 780+100           | 6.690           | Eliminata in SF da Simona Halep [3]          |
| 3   | 4    | Simona Halep             | 5.790                | 240                | 1.300             | 6.850           | Sconfitta in Finale contro Jeļena Ostapenko  |
| 4   | 5    | Garbiñe Muguruza         | 4.636                | 2.000              | 240               | 2.876           | Eliminata al 4T da Kristina Mladenovic [13]  |
| 5   | 6    | Elina Svitolina          | 4.575                | 240                | 430               | 4.765           | Eliminata ai QF da Simona Halep [3]          |
| 6   | 7    | Dominika Cibulková       | 4.480                | 130                | 70                | 4.420           | Eliminata al 2T da Ons Jabeur [LL]           |
| 7   | 8    | Johanna Konta            | 4.330                | 10                 | 10                | 4.330           | Eliminata al 1T da Hsieh Su-wei              |
| 8   | 9    | Svetlana Kuznecova       | 4.310                | 240                | 240               | 4.310           | Eliminata al 4T da Caroline Wozniacki [11]   |
| 9   | 10   | Agnieszka Radwańska      | 4.095                | 240                | 130               | 3.985           | Eliminata al 3T da Alizé Cornet              |
| 10  | 11   | Venus Williams           | 3.941                | 240                | 240               | 3.941           | Eliminata al 4T da Timea Bacsinszky [30]     |
| 11  | 12   | Caroline Wozniacki       | 3.915                | 0                  | 430               | 4.345           | Eliminata ai QF da Jeļena Ostapenko          |
| 12  | 13   | Madison Keys             | 3.163                | 240                | 70                | 2.993           | Eliminata al 2T da Petra Martić [Q]          |
| 13  | 14   | Kristina Mladenovic      | 2.915                | 130+180            | 430+60            | 3.095           | Eliminata ai QF da Timea Bacsinszky [30]     |
| 14  | 15   | Elena Vesnina            | 2.816                | 70                 | 130               | 2.876           | Eliminata al 3T da Carla Suárez Navarro [21] |
| 15  | 16   | Petra Kvitová            | 2.780                | 130                | 70                | 2.720           | Eliminata al 2T da Bethanie Mattek-Sands [Q] |
| 16  | 17   | Anastasija Pavljučenkova | 2.640                | 130                | 70                | 2.580           | Eliminata al 2T da Verónica Cepede Royg      |
| 17  | 19   | Anastasija Sevastova     | 2.165                | 70                 | 130               | 2.225           | Eliminata al 3T da Petra Martić [Q]          |
| 18  | 18   | Kiki Bertens             | 2.395                | 780                | 70                | 1.685           | Eliminata al 2T da Catherine Bellis          |
| 19  | 20   | Coco Vandeweghe          | 2.082                | 70+280             | 10+1              | 1.743           | Eliminata al 1T da Magdaléna Rybáriková [PR] |
| 20  | 21   | Barbora Strýcová         | 2.050                | 130                | 70                | 1.990           | Eliminata al 2T da Alizé Cornet              |
| 21  | 23   | Carla Suárez Navarro     | 1.800                | 240                | 240               | 1.800           | Eliminata al 4T da Simona Halep [3]          |
| 22  | 25   | Mirjana Lučić-Baroni     | 1.746                | 70                 | 10                | 1.686           | Eliminata al 1T da Çağla Büyükakçay          |
| 23  | 22   | Samantha Stosur          | 1.945                | 780                | 240               | 1.405           | Eliminata al 4T da Jeļena Ostapenko          |
| 24  | 24   | Dar'ja Gavrilova         | 1.755                | 10                 | 10                | 1.755           | Eliminata al 1T da Elise Mertens             |
| 25  | 26   | Lauren Davis             | 1.611                | 10                 | 10                | 1.611           | Eliminata al 1T da Carina Witthöft           |
| 26  | 28   | Dar'ja Kasatkina         | 1.580                | 130                | 130               | 1.580           | Eliminata al 3T da Simona Halep [3]          |
| 27  | 29   | Julija Putinceva         | 1.550                | 430                | 130               | 1.250           | Eliminata al 3T da Garbiñe Muguruza [4]      |
| 28  | 27   | Caroline Garcia          | 1.595                | 70                 | 430               | 1.955           | Eliminata ai QF da Karolína Plíšková [2]     |
| 29  | 30   | Ana Konjuh               | 1.527                | 70+57              | 70+20             | 1.490           | Eliminata al 2T da Magda Linette             |
| 30  | 31   | Timea Bacsinszky         | 1.523                | 430                | 780               | 1.873           | Eliminata in SF da Jeļena Ostapenko          |
| 31  | 33   | Roberta Vinci            | 1.490                | 10                 | 10                | 1.490           | Eliminata al 1T da Mónica Puig               |
| 32  | 34   | Zhang Shuai              | 1.490                | 70                 | 130               | 1.550           | Eliminata al 3T da Svetlana Kuznecova [8]    |
| N/A | 47   | Jeļena Ostapenko         | 1.165                | 10                 | 2.000             | 3.155           | Vittoria in Finale contro Simona Halep [3]   |

#### Teste di serie ritirate
| Rank | Giocatrice      | Punteggio precedente | Punti da difendere | Punti conquistati | Nuovo punteggio | Motivo ritiro           |
| ---- | --------------- | -------------------- | ------------------ | ----------------- | --------------- | ----------------------- |
| 2    | Serena Williams | 6.110                | 1.300              | 0                 | 4.810           | Maternità               |
| 32   | Laura Siegemund | 1.510                | 10                 | 0                 | 1.500           | Infortunio al ginocchio |

## Teste di serie nel doppio
| Legenda colori          |
| Vincitori               |
| Finalisti               |
| Semifinalisti           |
| Quarti di finale        |
| Eliminati al 1T, 2T, 3T |

### Doppio maschile
| Coppia                | Coppia                 | Rank1 | Tds |
| --------------------- | ---------------------- | ----- | --- |
| Henri Kontinen        | John Peers             | 3     | 1   |
| Pierre-Hugues Herbert | Nicolas Mahut          | 8     | 2   |
| Bob Bryan             | Mike Bryan             | 12    | 3   |
| Łukasz Kubot          | Marcelo Melo           | 14    | 4   |
| Jamie Murray          | Bruno Soares           | 17    | 5   |
| Feliciano López       | Marc López             | 26    | 6   |
| Ivan Dodig            | Marcel Granollers      | 27    | 7   |
| Raven Klaasen         | Rajeev Ram             | 28    | 8   |
| Rohan Bopanna         | Pablo Cuevas           | 45    | 9   |
| Pablo Carreño Busta   | Guillermo García López | 46    | 10  |
| Jean-Julien Rojer     | Horia Tecău            | 47    | 11  |
| Marcin Matkowski      | Édouard Roger-Vasselin | 49    | 12  |
| Florin Mergea         | Aisam-ul-Haq Qureshi   | 52    | 13  |
| Fabrice Martin        | Daniel Nestor          | 53    | 14  |
| Oliver Marach         | Mate Pavić             | 66    | 15  |
| Juan Sebastián Cabal  | Robert Farah           | 72    | 16  |

- 1 Ranking al 22 Maggio 2017.

### Doppio femminile
| Coppia                | Coppia                      | Rank1 | Tds |
| --------------------- | --------------------------- | ----- | --- |
| Bethanie Mattek-Sands | Lucie Šafářová              | 3     | 1   |
| Ekaterina Makarova    | Elena Vesnina               | 6     | 2   |
| Chan Yung-jan         | Martina Hingis              | 15    | 3   |
| Sania Mirza           | Jaroslava Švedova           | 22    | 4   |
| Tímea Babos           | Andrea Hlaváčková           | 22    | 5   |
| Lucie Hradecká        | Kateřina Siniaková          | 32    | 6   |
| Julia Görges          | Barbora Strýcová            | 37    | 7   |
| Abigail Spears        | Katarina Srebotnik          | 39    | 8   |
| Gabriela Dabrowski    | Xu Yifan                    | 43    | 9   |
| Raquel Atawo          | Jeļena Ostapenko            | 53    | 10  |
| Anna-Lena Grönefeld   | Květa Peschke               | 54    | 11  |
| Chan Hao-ching        | Barbora Krejčíková          | 56    | 12  |
| Kiki Bertens          | Johanna Larsson             | 58    | 13  |
| Svetlana Kuznecova    | Kristina Mladenovic         | 63    | 14  |
| Andreja Klepač        | María José Martínez Sánchez | 64    | 15  |
| Christina McHale      | Monica Niculescu            | 65    | 16  |
| Darija Jurak          | Anastasia Rodionova         | 70    | 17  |
| Eri Hozumi            | Miyu Katō                   | 75    | 18  |

- 1 Ranking al 22 Maggio 2017.

### Doppio misto
| Team               | Team                   | Rank1 | Tds |
| ------------------ | ---------------------- | ----- | --- |
| Chan Yung-jan      | John Peers             | 11    | 1   |
| Sania Mirza        | Ivan Dodig             | 19    | 2   |
| Andrea Hlaváčková  | Édouard Roger-Vasselin | 27    | 3   |
| Katarina Srebotnik | Raven Klaasen          | 34    | 4   |
| Jaroslava Švedova  | Alexander Peya         | 39    | 5   |
| Chan Hao-ching     | Jean-Julien Rojer      | 42    | 6   |
| Gabriela Dabrowski | Rohan Bopanna          | 42    | 7   |
| Jeļena Ostapenko   | Bruno Soares           | 43    | 8   |

- 1 Ranking al 22 Maggio 2017.

## Wildcard
Ai seguenti giocatori è stata assegnata una wildcard per accedere al tabellone principale.

### Singolare maschile
- Julien Benneteau
- Benjamin Bonzi
- Mathias Bourgue
- Alex de Minaur
- Quentin Halys
- Laurent Lokoli
- Alexandre Müller
- Tennys Sandgren

### Singolare femminile
- Tessah Andrianjafitrimo
- Amanda Anisimova
- Fiona Ferro
- Myrtille Georges
- Amandine Hesse
- Alizé Lim
- Chloé Paquet
- Jaimee Fourlis

### Doppio maschile
- Grégoire Barrère /  Albano Olivetti
- Mathias Bourgue /  Paul-Henri Mathieu
- Kenny de Schepper /  Vincent Millot
- Jonathan Eysseric /  Tristan Lamasine
- Quentin Halys /  Adrian Mannarino
- Grégoire Jacq /  Hugo Nys
- Constant Lestienne /  Corentin Moutet

### Doppio femminile
- Audrey Albié /  Harmony Tan
- Tessah Andrianjafitrimo /  Amandine Hesse
- Manon Arcangioli /  Alizé Lim
- Fiona Ferro /  Margot Yerolymos
- Myrtille Georges /  Chloé Paquet
- Giulia Morlet /  Diane Parry
- Marine Partaud /  Virginie Razzano

### Doppio misto
- Alizé Cornet /  Jonathan Eysseric
- Myrtille Georges /  Geoffrey Blancaneaux
- Jessica Moore /  Matt Reid
- Chloé Paquet /  Benoît Paire
- Pauline Parmentier /  Mathias Bourgue
- Virginie Razzano /  Vincent Millot

## Qualificazioni
Le qualificazioni per i tabelloni principali si sono disputate dal 22 maggio 2017.

### Singolare maschile
1. Marius Copil
2. Arthur De Greef
3. Nicolás Jarry
4. Tarō Daniel
5. Jozef Kovalík
6. Stefanos Tsitsipas
7. Maxime Hamou
8. Simone Bolelli
9. Santiago Giraldo
10. Marco Trungelliti
11. Tejmuraz Gabašvili
12. Serhij Stachovs'kyj
13. Guido Pella
14. Stefano Napolitano
15. Bjorn Fratangelo
16. Paul-Henri Mathieu

Lucky Loser
1. Andrej Rublëv

### Singolare femminile
1. Sara Errani
2. Markéta Vondroušová
3. Beatriz Haddad Maia
4. Richèl Hogenkamp
5. Ana Bogdan
6. Quirine Lemoine
7. Françoise Abanda
8. Petra Martić
9. Alison van Uytvanck
10. Miyu Katō
11. Kateryna Kozlova
12. Bethanie Mattek-Sands

Lucky Loser
1. Ons Jabeur

## Ritiri
I seguenti giocatori sono stati ammessi di diritto nel tabellone principale, ma si sono ritirati a causa di infortuni o altri motivi.
Prima del torneo
Singolare Maschile
- Roger Federer →sostituito da  Konstantin Kravčuk
- Yoshihito Nishioka →sostituito da  Ernests Gulbis
- Radek Štěpánek →sostituito da  Guillermo García López
- Dmitrij Tursunov →sostituito da  Andrej Rublëv

Singolare Femminile
- Vania King →sostituita da  Magdaléna Rybáriková
- Laura Siegemund →sostituita da  Ons Jabeur
- Serena Williams →sostituita da  Louisa Chirico

Durante il torneo
Singolare Maschile
- Nicolás Almagro
- Kevin Anderson
- Guillermo García López
- Richard Gasquet
- David Goffin
- Daniil Medvedev
- Pablo Carreño Busta

Singolare Femminile
- Patricia Maria Țig

## Tennisti partecipanti ai singolari

### Singolare maschile
- Singolare maschile

| Campione                   | Campione                   | Finalista                | Finalista                 |
| -------------------------- | -------------------------- | ------------------------ | ------------------------- |
| Rafael Nadal [4]           | Rafael Nadal [4]           | Stan Wawrinka [3]        | Stan Wawrinka [3]         |
| Semifinalisti              |                            |                          |                           |
| Andy Murray [1]            | Andy Murray [1]            | Dominic Thiem [6]        | Dominic Thiem [6]         |
| Eliminati ai quarti        |                            |                          |                           |
| Kei Nishikori [8]          | Marin Čilić [7]            | Pablo Carreño Busta [20] | Novak Đoković [2]         |
| Eliminati agli ottavi      |                            |                          |                           |
| Karen Chačanov             | Fernando Verdasco          | Gaël Monfils [15]        | Kevin Anderson            |
| Milos Raonic [5]           | Roberto Bautista Agut [17] | Horacio Zeballos         | Albert Ramos Viñolas [19] |
| Eliminati al 3º turno      |                            |                          |                           |
| Juan Martín del Potro [29] | John Isner [21]            | Pablo Cuevas [22]        | Chung Hyeon               |
| Fabio Fognini [28]         | Richard Gasquet [24]       | Kyle Edmund              | Feliciano López           |
| Guillermo García López     | Grigor Dimitrov [11]       | Jiří Veselý              | Nikoloz Basilašvili       |
| Steve Johnson [25]         | David Goffin [10]          | Lucas Pouille [16]       | Diego Schwartzman         |
| Eliminati al 2º turno      |                            |                          |                           |
| Martin Kližan              | Nicolás Almagro            | Paolo Lorenzi            | Tomáš Berdych [13]        |
| Pierre-Hugues Herbert      | Nicolás Kicker             | Denis Istomin            | Jérémy Chardy             |
| Aleksandr Dolhopolov       | Andreas Seppi              | Víctor Estrella Burgos   | Thiago Monteiro           |
| Renzo Olivo                | Nick Kyrgios [18]          | David Ferrer [30]        | Konstantin Kravčuk        |
| Rogério Dutra da Silva     | Marco Trungelliti (Q)      | Tarō Daniel (Q)          | Tommy Robredo (PR)        |
| Aljaž Bedene               | Michail Kukuškin           | Viktor Troicki           | Robin Haase               |
| Simone Bolelli (Q)         | Borna Ćorić                | Ivo Karlović [23]        | Serhij Stachovs'kyj (Q)   |
| Thomaz Bellucci            | Benjamin Bonzi (WC)        | Stefano Napolitano (Q)   | João Sousa                |
| Eliminati al 1º turno      |                            |                          |                           |
| Andrej Kuznecov            | Laurent Lokoli (WC)        | Marcos Baghdatis         | Guido Pella (Q)           |
| Jordan Thompson            | Ričardas Berankis (PR)     | Nicolás Jarry (Q)        | Jan-Lennard Struff        |
| Alexander Zverev [9]       | Jared Donaldson            | Damir Džumhur            | Maxime Hamou (Q)          |
| Sam Querrey [27]           | Ernesto Escobedo           | Radu Albot               | Thanasi Kokkinakis (PR)   |
| Jozef Kovalík (Q)          | Carlos Berlocq             | Santiago Giraldo (Q)     | Frances Tiafoe            |
| Arthur De Greef (Q)        | Tejmuraz Gabašvili (Q)     | Alexandre Müller (WC)    | Dustin Brown              |
| Jo-Wilfried Tsonga [12]    | Gastão Elias               | Malek Jaziri             | Philipp Kohlschreiber     |
| Donald Young               | Bjorn Fratangelo (Q)       | Federico Delbonis        | Ernests Gulbis (PR)       |
| Steve Darcis               | Michail Južnyj             | Quentin Halys (WC)       | Gilles Müller [26]        |
| Florian Mayer              | Jerzy Janowicz (PR)        | Daniel Evans             | Stéphane Robert           |
| Jack Sock [14]             | Ryan Harrison              | Tennys Sandgren (WC)     | John Millman (PR)         |
| Gilles Simon [31]          | Evgenij Donskoj            | Alex de Minaur (WC)      | Benoît Paire              |
| Bernard Tomić              | Nicolas Mahut              | Mathias Bourgue (WC)     | Yūichi Sugita             |
| Stefanos Tsitsipas (Q)     | Adrian Mannarino           | Lu Yen-hsun              | Paul-Henri Mathieu (Q)    |
| Julien Benneteau (WC)      | Dušan Lajović              | Daniil Medvedev          | Marius Copil (Q)          |
| Miša Zverev [32]           | Andrej Rublëv (LL)         | Janko Tipsarević         | Marcel Granollers         |

### Singolare femminile
- Singolare femminile

| Campionessa                   | Campionessa                  | Finalista               | Finalista               |
| ----------------------------- | ---------------------------- | ----------------------- | ----------------------- |
| Jeļena Ostapenko              | Jeļena Ostapenko             | Simona Halep [3]        | Simona Halep [3]        |
| Semifinaliste                 |                              |                         |                         |
| Timea Bacsinszky [30]         | Timea Bacsinszky [30]        | Karolína Plíšková [2]   | Karolína Plíšková [2]   |
| Eliminate ai quarti           |                              |                         |                         |
| Caroline Wozniacki [11]       | Kristina Mladenovic [13]     | Elina Svitolina [6]     | Caroline Garcia [28]    |
| Eliminate agli ottavi         |                              |                         |                         |
| Samantha Stosur [23]          | Svetlana Kuznecova [8]       | Garbiñe Muguruza [4]    | Venus Williams [10]     |
| Petra Martić (Q)              | Carla Suárez Navarro [21]    | Alizé Cornet            | Verónica Cepede Royg    |
| Eliminate al 3º turno         |                              |                         |                         |
| Lesja Curenko                 | Bethanie Mattek-Sands (Q)    | Catherine Bellis        | Zhang Shuai [32]        |
| Julija Putinceva [27]         | Shelby Rogers                | Elise Mertens           | Ons Jabeur (LL)         |
| Magda Linette                 | Anastasija Sevastova [17]    | Elena Vesnina [14]      | Dar'ja Kasatkina [26]   |
| Hsieh Su-wei                  | Agnieszka Radwańska [9]      | Mariana Duque Mariño    | Carina Witthöft         |
| Eliminate al 2º turno         |                              |                         |                         |
| Ekaterina Makarova            | Mónica Puig                  | Kirsten Flipkens        | Petra Kvitová [15]      |
| Françoise Abanda (Q)          | Kiki Bertens [18]            | Aljaksandra Sasnovič    | Océane Dodin            |
| Anett Kontaveit               | Johanna Larsson              | Çağla Büyükakçay        | Sara Errani (Q)         |
| Kurumi Nara                   | Richèl Hogenkamp (Q)         | Madison Brengle         | Dominika Cibulková [6]  |
| Cvetana Pironkova             | Ana Konjuh [29]              | Eugenie Bouchard        | Madison Keys [12]       |
| Varvara Lepchenko             | Sorana Cîrstea               | Markéta Vondroušová (Q) | Tatjana Maria           |
| Taylor Townsend               | Chloé Paquet (WC)            | Barbora Strýcová [20]   | Alison Van Uytvanck [Q] |
| Anastasija Pavljučenkova [16] | Magdaléna Rybáriková (PR)    | Pauline Parmentier      | Ekaterina Aleksandrova  |
| Eliminate al 1º turno         |                              |                         |                         |
| Angelique Kerber [1]          | Kateryna Kozlova (Q)         | Louisa Chirico          | Roberta Vinci [31]      |
| Kristína Kučová               | Mandy Minella                | Evgenija Rodina         | Julia Boserup           |
| Jaimee Fourlis (WC)           | Tessah Andrianjafitrimo (WC) | Quirine Lemoine (Q)     | Ajla Tomljanović (PR)   |
| Donna Vekić                   | Viktorija Golubic            | Camila Giorgi           | Christina McHale        |
| Francesca Schiavone           | Monica Niculescu             | Natal'ja Vichljanceva   | Myrtille Georges (WC)   |
| Mirjana Lučić-Baroni [22]     | Marina Eraković              | Misaki Doi              | Jennifer Brady          |
| Wang Qiang                    | Amanda Anisimova (WC)        | Jelena Janković         | Dar'ja Gavrilova [24]   |
| Sara Sorribes Tormo           | Julia Görges                 | Ana Bogdan (Q)          | Lara Arruabarrena       |
| Jaroslava Švedova             | Mona Barthel                 | Alizé Lim (WC)          | Danka Kovinić           |
| Annika Beck                   | Risa Ozaki                   | Kateryna Bondarenko     | Ashleigh Barty          |
| Beatriz Haddad Maia (Q)       | Andrea Petković              | Peng Shuai              | Maria Sakkarī           |
| Yanina Wickmayer              | Amandine Hesse (WC)          | Duan Yingying           | Jana Čepelová           |
| Johanna Konta [7]             | Miyu Katō (Q)                | Kristýna Plíšková       | Nao Hibino              |
| Alison Riske                  | Tímea Babos                  | Naomi Ōsaka             | Fiona Ferro (WC)        |
| Patricia Maria Țig            | Lucie Šafářová               | Irina-Camelia Begu      | Coco Vandeweghe [19]    |
| Lauren Davis [25]             | Irina Chromačëva             | Kateřina Siniaková      | Zheng Saisai            |

## Campioni

### Senior

#### Singolare maschile
Rafael Nadal ha sconfitto in finale  Stan Wawrinka con il punteggio di 6–2, 6–3, 6–1.

#### Singolare femminile
Jeļena Ostapenko ha sconfitto in finale  Simona Halep con il punteggio di 4–6, 6–4, 6–3.

#### Doppio maschile
Ryan Harrison /  Michael Venus  hanno sconfitto in finale  Santiago González /  Donald Young con il punteggio di 7–6(5), 6(4)–7, 6-3.

#### Doppio femminile
Bethanie Mattek-Sands /  Lucie Šafářová hanno sconfitto in finale  Ashleigh Barty /  Casey Dellacqua con il punteggio di 6–2, 6–1.

#### Doppio misto
Gabriela Dabrowski /  Rohan Bopanna hanno sconfitto in finale  Anna-Lena Grönefeld /  Robert Farah con il punteggio di 2–6, 6–2, [12–10].

### Junior

#### Singolare ragazzi
Alexei Popyrin ha sconfitto in finale  Nicola Kuhn con il punteggio di 7–6(5), 6–3.

#### Singolare ragazze
Whitney Osuigwe ha sconfitto in finale  Claire Liu con il punteggio di 6–4, 6(5)–7, 6–3.

#### Doppio ragazzi
Nicola Kuhn /  Zsombor Piros hanno sconfitto in finale  Vasil Kirkov /  Danny Thomas con il punteggio di 6–4, 6–4.

#### Doppio ragazze
Bianca Andreescu /  Carson Branstine hanno sconfitto in finale  Olesja Pervušina /  Anastasija Potapova con il punteggio di 6–1, 6–3.

### Tennisti in carrozzina

#### Singolare maschile carrozzina
Alfie Hewett ha sconfitto in finale  Gustavo Fernández con il punteggio di 0–6, 7–6(9), 6–2.

#### Singolare femminile carrozzina
Yui Kamiji ha sconfitto in finale  Sabine Ellerbrock con il punteggio di 7–5, 6–4.

#### Doppio maschile carrozzina
Stéphane Houdet /  Nicolas Peifer hanno sconfitto in finale  Alfie Hewett /  Gordon Reid con il punteggio di 6–4, 6–3.

#### Doppio femminile carrozzina
Marjolein Buis /  Yui Kamiji hanno sconfitto in finale  Jiske Griffioen /  Aniek van Koot con il punteggio di. 6–3, 7–5

### Leggende

#### Doppio leggende under 45
Sébastien Grosjean /  Michaël Llodra hanno sconfitto in finale  Paul Haarhuis /  Andrij Medvedjev con il punteggio di 6–4, 3–6, [10–8].

#### Doppio leggende over 45
Mansour Bahrami /  Fabrice Santoro hanno sconfitto in finale  Pat Cash /  Michael Chang con il punteggio di 7–6(3), 6–3.

#### Doppio leggende femminile
Tracy Austin /  Kim Clijsters hanno sconfitto in finale  Lindsay Davenport /  Martina Navrátilová con il punteggio di 6–3, 3–6, [10–5].

## Punti e distribuzione dei premi in denaro

### Distribuzione dei punti
Di seguito le tabelle per ciascuna competizione, che mostrano i punti validi per il ranking per ogni evento.

#### Tornei uomini e donne
| Evento              | V    | F    | SF  | QF  | 4T  | 3T  | 2T | 1T   | Q    | Q3   | Q2   | Q1   |
| Singolare maschile  | 2000 | 1200 | 720 | 360 | 180 | 90  | 45 | 10   | 25   | 16   | 8    | 0    |
| Doppio maschile     | 2000 | 1200 | 720 | 360 | 180 | 90  | 0  | N.D. | N.D. | N.D. | N.D. | N.D. |
| Singolare femminile | 2000 | 1300 | 780 | 430 | 240 | 130 | 70 | 10   | 40   | 30   | 20   | 2    |
| Doppio femminile    | 2000 | 1300 | 780 | 430 | 240 | 130 | 10 | N.D. | N.D. | N.D. | N.D. | N.D. |

#### Carrozzina
| Evento         | V   | F   | SF   | QF   |
| Singolare      | 800 | 500 | 375  | 100  |
| Doppio         | 800 | 500 | 100  | N.D. |
| Quad Singolare | 800 | 500 | 100  | N.D. |
| Quad Doppio    | 800 | 100 | N.D. | N.D. |

#### Junior
| Evento            | V   | F   | SF  | QF  | 2T | 1T   | Q    | Q3   |
| Singolare ragazzi | 375 | 270 | 180 | 120 | 75 | 30   | 25   | 20   |
| Singolare ragazze | 375 | 270 | 180 | 120 | 75 | 30   | 25   | 20   |
| Doppio ragazzi    | 270 | 180 | 120 | 75  | 45 | N.D. | N.D. | N.D. |
| Doppio ragazze    | 270 | 180 | 120 | 75  | 45 | N.D. | N.D. | N.D. |

### Montepremi
| Evento                  | V          | F          | SF       | QF       | 4T       | 3T       | 2T      | 1T      | Q3      | Q2     | Q1     |
| Singolare               | €2.100.000 | €1.000.000 | €500.000 | €300.000 | €175.000 | €120.000 | €60.000 | €35.000 | €14.000 | €7.000 | €3.500 |
| Doppio*                 | €660.000   | €330.000   | €165.000 | €90.000  | €45.000  | €22.500  | €12.000 | N.D.    | N.D.    | N.D.   | N.D.   |
| Doppio misto*           | €140.000   | €70.500    | €37.750  | €17.000  | €8.500   | €4.500   | N.D.    | N.D.    | N.D.    | N.D.   | N.D.   |
| Singolare in carrozzina | €35.000    | €17.500    | €8.500   | €4.500   | N.D.     | N.D.     | N.D.    | N.D.    | N.D.    | N.D.   | N.D.   |
| Doppio in carrozzina*   | €10.000    | €5.000     | €3.000   | N.D.     | N.D.     | N.D.     | N.D.    | N.D.    | N.D.    | N.D.   | N.D.   |

* per team